# Europese kampioenschappen indooratletiek 2023 – 60 meter vrouwen
De 60 meter voor vrouwen op de Europese kampioenschappen indooratletiek 2023 vond plaats op 3 maart 2025 en werd gehouden op de shorttrackbaan van Ataköy Arena in Istanbul in Turkije. Het was de vijfendertigste keer dat dit onderdeel op het programma stond.
De Zwitserse Mujinga Kambundji won de 60 meter voor vrouwen en evenaarde hiermee het Kampioenschapsrecord met een tijd van 7,00. De Poolse Ewa Swoboda won het zilver in 7,09. Het brons ging naar de Britse Daryll Neita in 7,12.

## Records
Voorafgaand aan het toernooi waren dit het Wereldrecord, Europees record, Kampioenschapsrecord en de Wereld-, Europese leiding.
| Wereldrecord         | Irina Privalova   | 6,92 s | Madrid      | 11 februari 1993 |
| Europees record      | Irina Privalova   | 6,92 s | Madrid      | 9 februari 1995  |
| Kampioenschapsrecord | Nelli Cooman      | 7,00 s | Madrid      | 23 februari 1986 |
| WL                   | Aleia Hobbs       | 6,94 s | Albuquerque | 18 februari 2023 |
| EL                   | Mujinga Kambundji | 7,03 s | St. Gallen  | 18 februari 2023 |

## Resultaten

### Series
De eerste vier van elke serie kwalificeerden zich direct voor de halve finales. Van de overgebleven atleten kwalificeerden de vier tijdsnelsten zich ook voor de halve finales.

#### Serie 1
| Rang | Atleet                 | Land        | Tijd | Bijz. |
| ---- | ---------------------- | ----------- | ---- | ----- |
| 1    | Ewa Swoboda            | Polen       | 7,11 | Q     |
| 2    | Rani Rosius            | België      | 7,22 | Q     |
| 3    | Polyniki Emmanouilidou | Griekenland | 7,26 | Q, PB |
| 4    | Sarah Atcho            | Zwitserland | 7,30 | Q     |
| 5    | Julia Henriksson       | Zweden      | 7,33 | q     |
| 6    | Anna Bongiorni         | Italië      | 7,36 | q     |
| 7    | Anna Pursiainen        | Finland     | 7,52 |       |

#### Serie 2
| Rang | Atleet                        | Land                | Tijd      | Bijz. |
| ---- | ----------------------------- | ------------------- | --------- | ----- |
| 1    | Daryll Neita                  | Verenigd Koninkrijk | 7,14      | Q     |
| 2    | Alexandra Burghardt           | Duitsland           | 7,24      | Q     |
| 3    | Olivia Fotopoulou             | Cyprus              | 7,32(315) | Q     |
| 4    | Lorène Dorcas Bazolo          | Portugal            | 7,32(319) | Q     |
| 5    | Martyna Kotwiła               | Polen               | 7,38      | q     |
| 6    | Rafalia Spanoudaki-Chatziriga | Griekenland         | 7,43      |       |
| 7    | Viktória Forster              | Slovenië            | 7,51      |       |

#### Serie 3
| Rang | Atleet                 | Land       | Tijd | Bijz.  |
| ---- | ---------------------- | ---------- | ---- | ------ |
| 1    | Patrizia van der Weken | Luxemburg  | 7,26 | Q, =SB |
| 2    | Jaël Bestué            | Spanje     | 7,30 | Q      |
| 3    | Õilme Võro             | Estland    | 7,31 | Q, PB  |
| 4    | Magdalena Stefanowicz  | Polen      | 7,32 | Q      |
| 5    | N'ketia Seedo          | Nederland  | 7,37 | q      |
| 6    | Jusztina Csóti         | Hongarije  | 7,45 |        |
| 7    | Alessandra Gasparelli  | San Marino | 7,63 |        |
| 8    | Charlotte Afriat       | Monaco     | 8,13 |        |

#### Serie 4
| Rang | Atleet                     | Land        | Tijd | Bijz. |
| ---- | -------------------------- | ----------- | ---- | ----- |
| 1    | Mujinga Kambundji          | Zwitserland | 7,18 | Q     |
| 2    | Delphine Nkansa            | België      | 7,22 | Q     |
| 3    | Rosalina Santos            | Portugal    | 7,30 | Q     |
| 4    | Irene Siragusa             | Italië      | 7,35 | Q     |
| 5    | Joan Healy                 | Ierland     | 7,41 |       |
| 6    | Magdalena Lindner          | Oostenrijk  | 7,44 |       |
| 7    | Guðbjörg Jóna Bjarnadóttir | IJsland     | 7,56 |       |

#### Serie 5
| Rang | Atleet             | Land                | Tijd      | Bijz. |
| ---- | ------------------ | ------------------- | --------- | ----- |
| 1    | Arialis Martinez   | Portugal            | 7,24      | Q     |
| 2    | Melissa Gutschmidt | Oostenrijk          | 7,27      | Q     |
| 3    | Lisa Mayer         | Duitsland           | 7,31      | Q     |
| 4    | Asha Philip        | Verenigd Koninkrijk | 7,36      | Q     |
| 5    | Gloria Hooper      | Italië              | 7,39      |       |
| 6    | Milana Tirnanić    | Servië              | 7,42(412) |       |
| 7    | Boglárka Takács    | Hongarije           | 7,42(417) |       |

### Halve finales
De eerste twee van elke halve finale kwalificeerden zich direct voor de finale. Van de overgebleven atleten kwalificeerden de twee tijdsnelsten zich ook voor de finale.

#### Halve finale 1
| Rang | Atleet             | Land                | Tijd | Bijz. |
| ---- | ------------------ | ------------------- | ---- | ----- |
| 1    | Ewa Swoboda        | Polen               | 7,10 | Q     |
| 2    | Rani Rosius        | België              | 7,16 | Q, PB |
| 3    | Õilme Võro         | Estland             | 7,29 | =NR   |
| 4    | Melissa Gutschmidt | Zwitserland         | 7,30 |       |
| 5    | Rosalina Santos    | Portugal            | 7,35 |       |
| 6    | Asha Philip        | Verenigd Koninkrijk | 7,35 |       |
| 7    | Olivia Fotopoulou  | Cyprus              | 7,36 |       |
| 8    | Irene Siragusa     | Italië              | 7,39 |       |

#### Halve finale 2
| Rang | Atleet                 | Land                | Tijd      | Bijz. |
| ---- | ---------------------- | ------------------- | --------- | ----- |
| 1    | Daryll Neita           | Verenigd Koninkrijk | 7,07      | Q     |
| 2    | Alexandra Burghardt    | Duitsland           | 7,23      | Q     |
| 3    | Sarah Atcho            | Zwitserland         | 7,26      |       |
| 4    | Patrizia van der Weken | Luxemburg           | 7,27      |       |
| 5    | N'ketia Seedo          | Nederland           | 7,32      |       |
| 6    | Martyna Kotwiła        | Polen               | 7,33      |       |
| 7    | Lorène Dorcas Bazolo   | Portugal            | 7,34(332) |       |
| 8    | Polyniki Emmanouilidou | Griekenland         | 7,34(334) |       |

#### Halve finale 3
| Rang | Atleet                | Land        | Tijd | Bijz. |
| ---- | --------------------- | ----------- | ---- | ----- |
| 1    | Mujinga Kambundji     | Zwitserland | 7,05 | Q     |
| 2    | Delphine Nkansa       | België      | 7,22 | Q     |
| 3    | Jaël Bestué           | Spanje      | 7,23 | q     |
| 4    | Arialis Martinez      | Portugal    | 7,24 | q     |
| 5    | Lisa Mayer            | Duitsland   | 7,27 |       |
| 6    | Magdalena Stefanowicz | Portugal    | 7,32 |       |
| 7    | Julia Henriksson      | Zweden      | 7,34 |       |
| 8    | Anna Bongiorni        | Italië      | 7,39 |       |

### Finale
| Rang   | Atleet              | Land                | Tijd | Bijz. |
| ------ | ------------------- | ------------------- | ---- | ----- |
| Goud   | Mujinga Kambundji   | Zwitserland         | 7,00 | =CR   |
| Zilver | Ewa Swoboda         | Polen               | 7,09 | =SB   |
| Brons  | Daryll Neita        | Verenigd Koninkrijk | 7,12 |       |
| 4      | Rani Rosius         | België              | 7,15 | PB    |
| 5      | Arialis Martinez    | Portugal            | 7,17 | NR    |
| 6      | Delphine Nkansa     | België              | 7,19 | PB    |
| 7      | Alexandra Burghardt | Duitsland           | 7,24 |       |
| 8      | Jaël Bestué         | Spanje              | 7,28 |       |